# شافی الدوسری
شافی الدوسری (انگلیسی: Shafi Al-Dossari؛ زادهٔ ۱ فوریهٔ ۱۹۹۰) یک بازیکن فوتبال اهل عربستان سعودی است.
از باشگاه‌هایی که در آن بازی کرده‌است می‌توان به الهلال عربستان، الاتحاد، و الفتح عربستان اشاره کرد.